# Roland Dyens

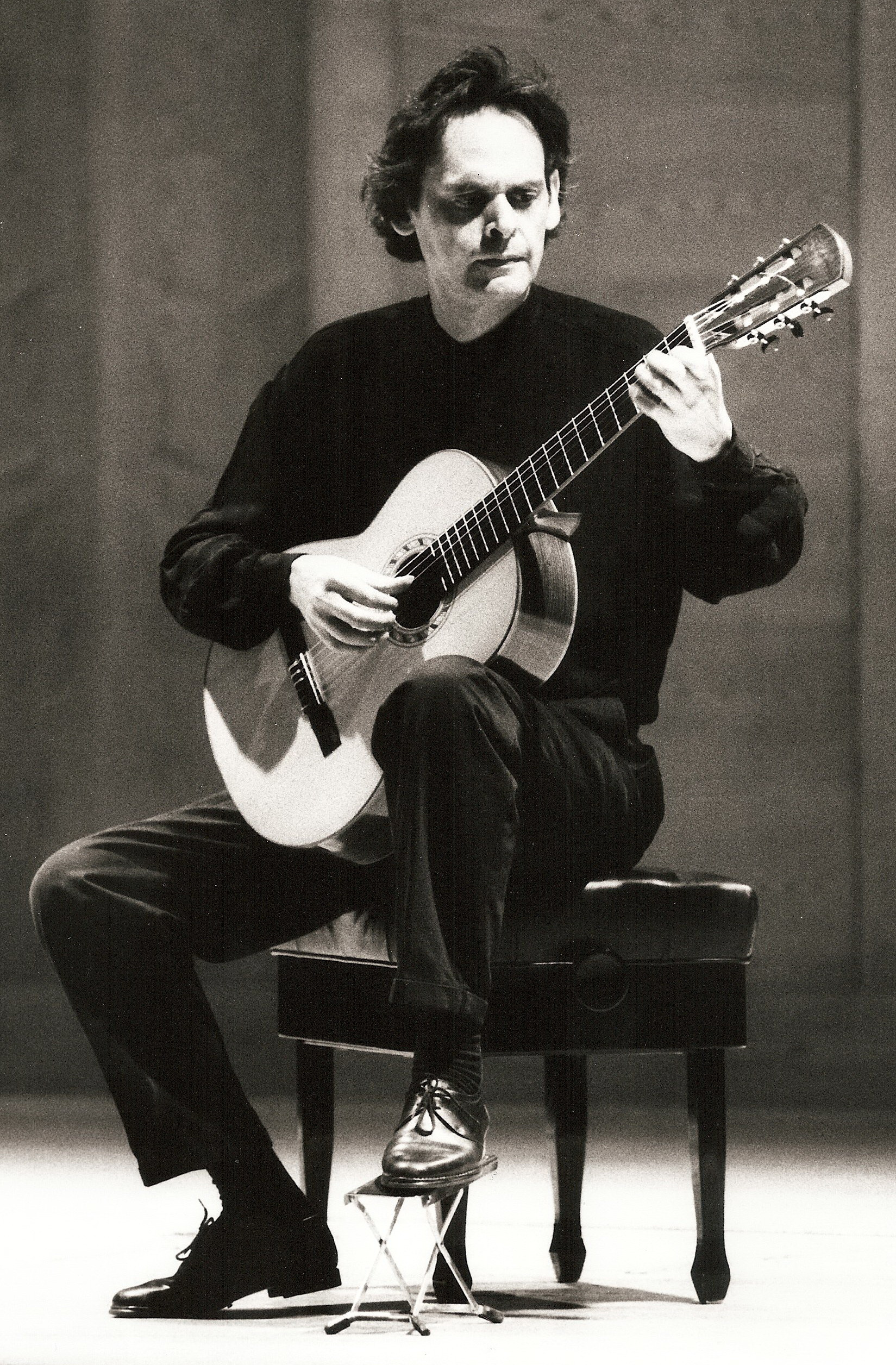
Roland Dyens in München am 8. April 2000

Roland Dyens (* 19. Oktober 1955 in Tunis; † 29. Oktober 2016 in Paris) war ein französischer Gitarrist und Komponist.

## Leben
Dyens zog 1961 nach Paris, wo er bis zuletzt (im Vorort Ville-d’Avray) lebte. Er studierte bei Alberto Ponce und Désiré Dondeyne an der École Normale de Musique de Paris. Er gewann zahlreiche Auszeichnungen und Gitarren- und Kompositions-Wettbewerbe. Dyens unterrichtete klassische Gitarre am Conservatoire National Supérieur de Musique in Paris und gab Meisterkurse weltweit.

## Kompositionen
Dyens Kompositionswerk umfasst mehr als 60 Titel, darunter Hommagen und Elogen für Heitor Villa-Lobos, Leo Brouwer und Frank Zappa. Zu seinen bekanntesten Kompositionen gehört Tango en skaï. 2007 komponierte Dyens für den Wettbewerb der Guitar Foundation of America das Pflichtstück. Zeitgenössische Gitarristen wie sein Schüler Thomas Viloteau, Gerald Garcia oder Michael Langer veröffentlichten Aufnahmen mit Dyens Kompositionen, Heike Matthiesen, und Elena Papandreou widmeten ihm jeweils eine ganze CD.
Einige seiner Werke tragen wortspielerische oder humorvolle Titel wie 1provisation (statt Improvisation, es gibt außerdem eine 2provisation), Light Motif (in Anlehnung an das englische Lehnwort Leitmotif), Lettre mi-longue (halblanger Brief, eine Milonga) oder Lettre et le néant (mit einer Widmung für Jean Sol Partre, eine Anspielung auf Sartres Hauptwerk L’être et le néant – das Stück besteht aus einer Seite ohne Noten, aber mit der Vortragsbezeichnung  quasi niente ma non troppo; es bietet insofern etwas mehr als John Cages 4′33″).